# Hajnička (rod)

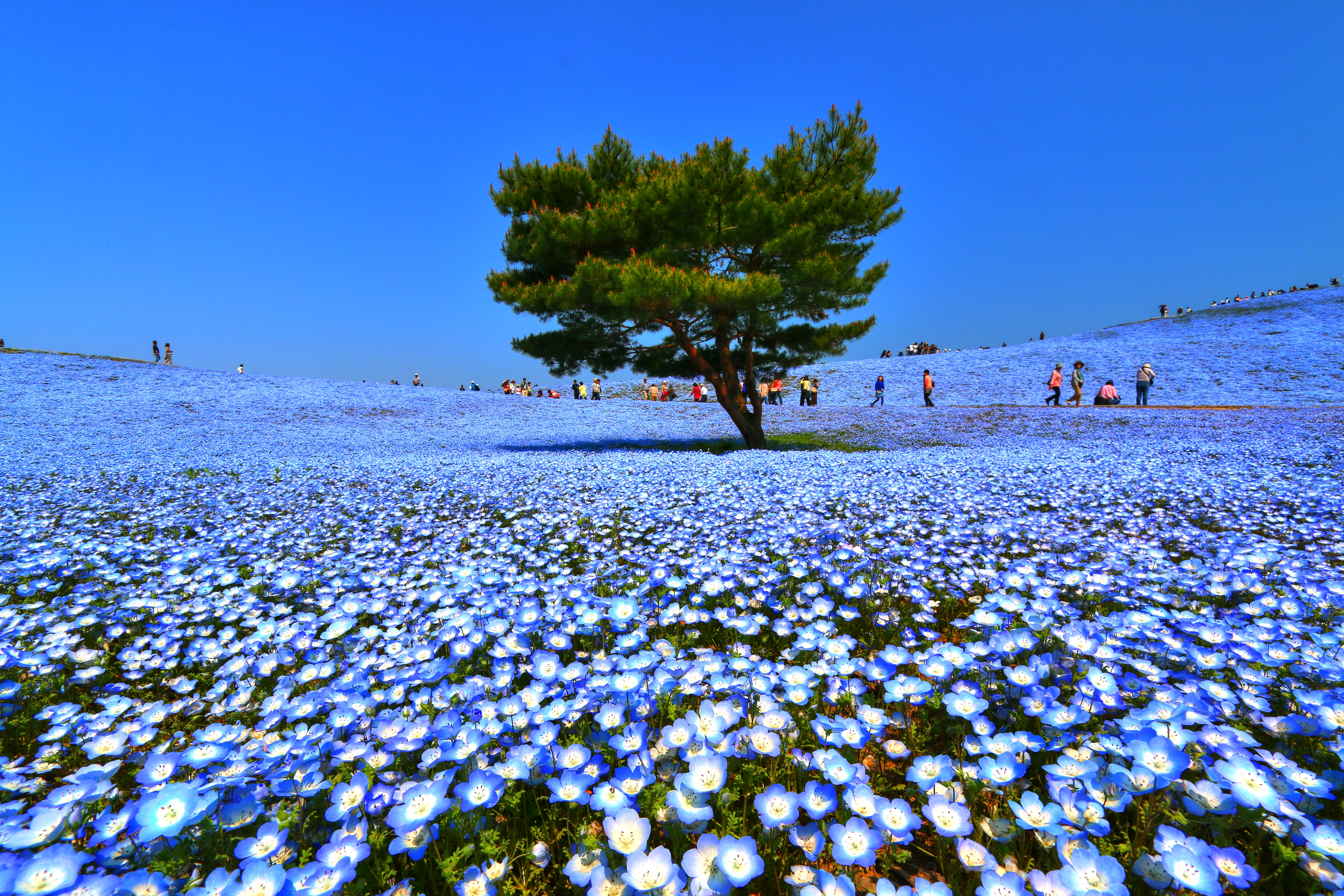
Hajnička Menziesova v Hitachi Seaside parku v Japonsku

Hajnička (Nemophila) je rod rostlin z čeledi brutnákovité. Jsou to jednoleté byliny s jednoduchými, celistvými nebo členěnými listy a pětičetnými květy, které opylují zejména včely a čmeláci. Plodem je tobolka. Rod zahrnuje 11 druhů a je rozšířen v Severní Americe a Mexiku.
Hajnička skvrnitá a hajnička Menziesova jsou pěstovány jako okrasné letničky.

## Popis
Hajničky jsou jednoleté byliny se vzpřímenou nebo poléhavou, olistěnou lodyhou a tenkým hlavním kořenem. Lodyha může být jednoduchá nebo větvená, lysá nebo chlupatá, oblá nebo hranatá. Listy jsou vstřícné nebo střídavé, případně spodní vstřícné a horní střídavé, jednoduché, celistvé nebo laločnaté až dřípené, vejčité, podlouhlé nebo lžicovité.
Květy jsou pětičetné, pravidelné, oboupohlavné, uspořádané ve vrcholících či thyrsoidech.
Kalich je členěný až k bázi. U většiny druhů jsou na vnější straně báze kališních lístků přívěsky.
Koruna je bílá, modrá nebo purpurová, někdy se skvrnami či kresbou, zvonkovitá až kolovitá, opadavá.
Tyčinky jsou krátké nebo vyčnívající. Čnělka je na konci nebo téměř po celé délce rozdvojená. Plodem je tobolka, pukající podélně dvěma chlopněmi a obsahující 1 až 20 semen.

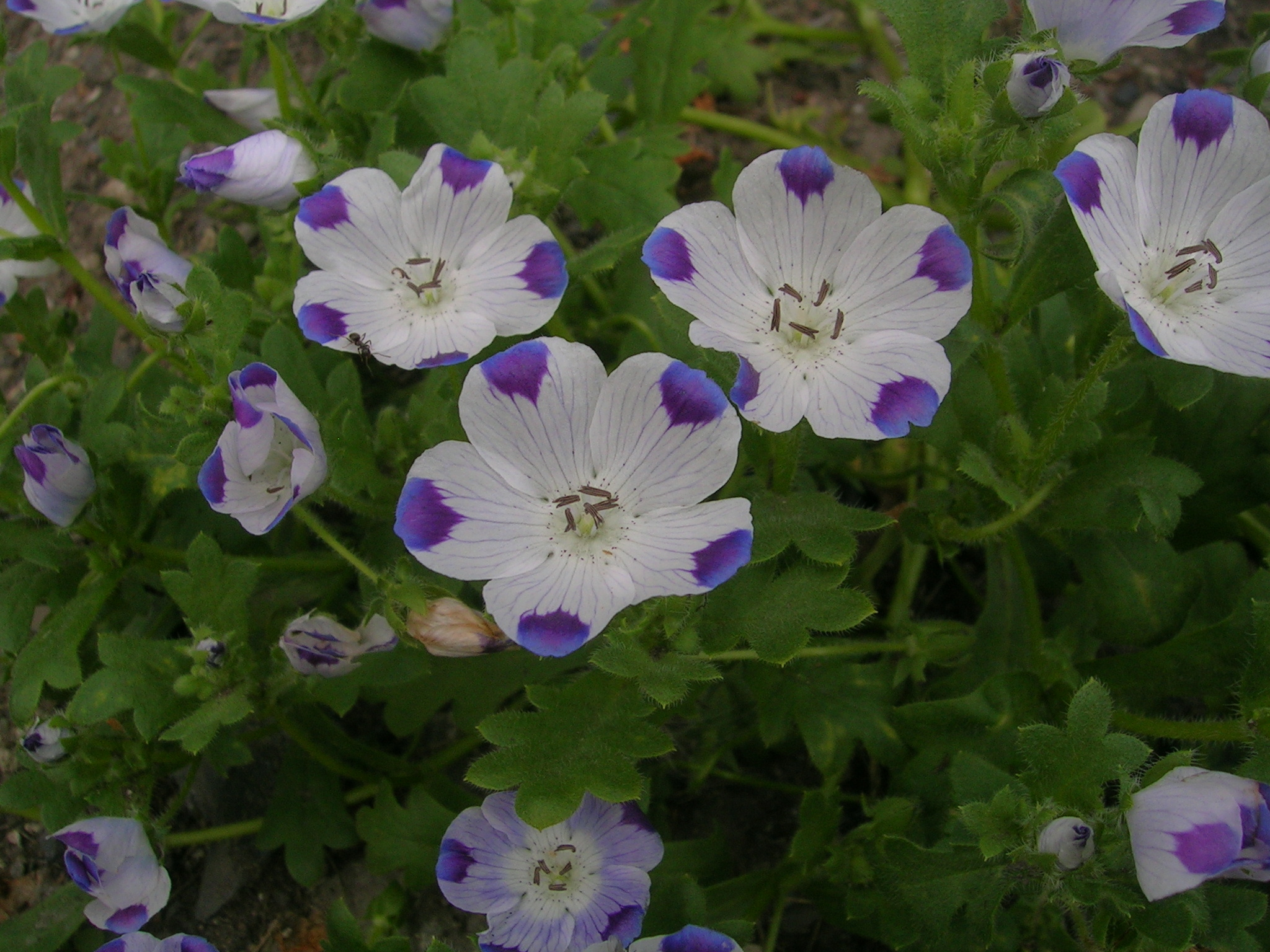
Hajnička skvrnitá
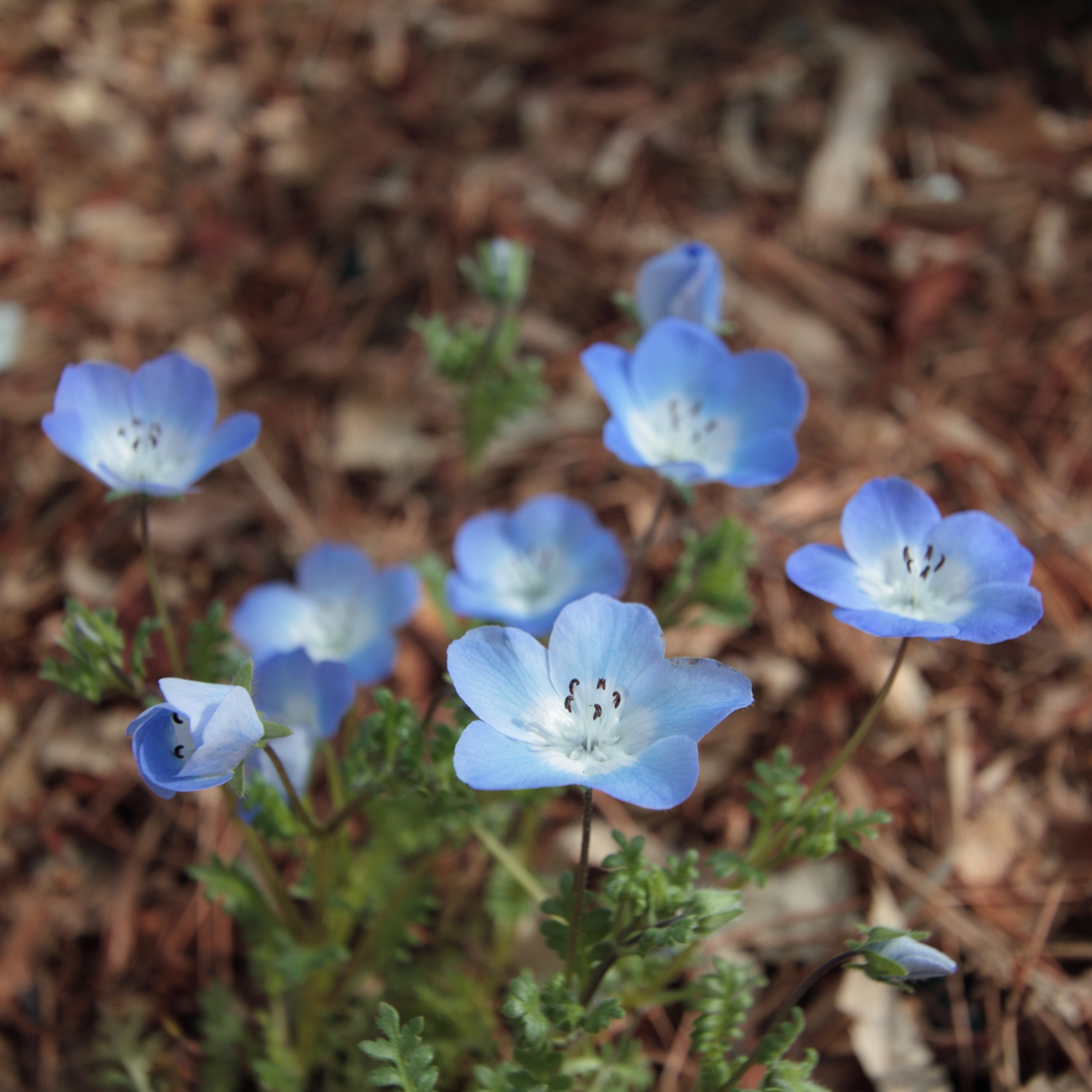
Hajnička Menziesova
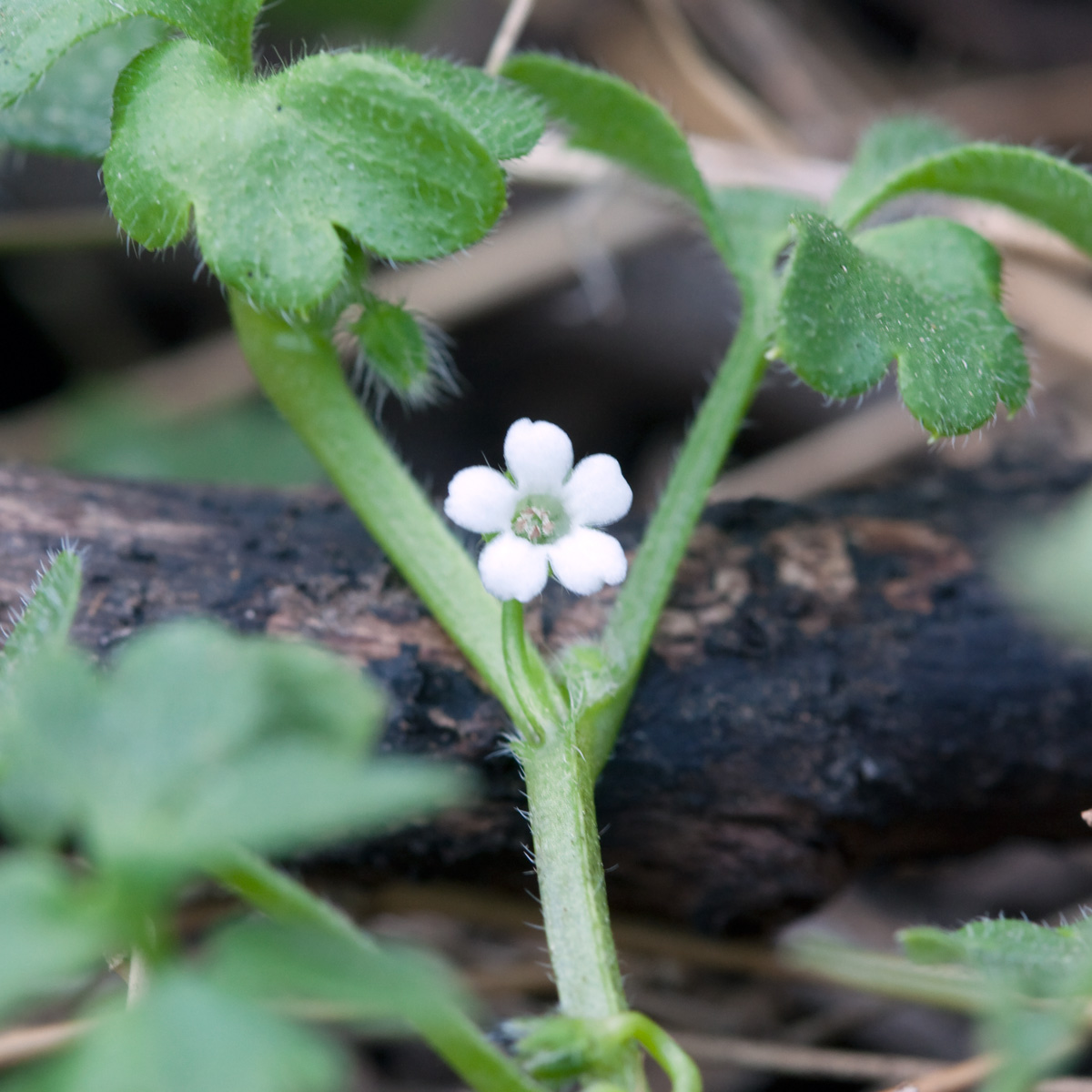
Hajnička Nemophila aphylla
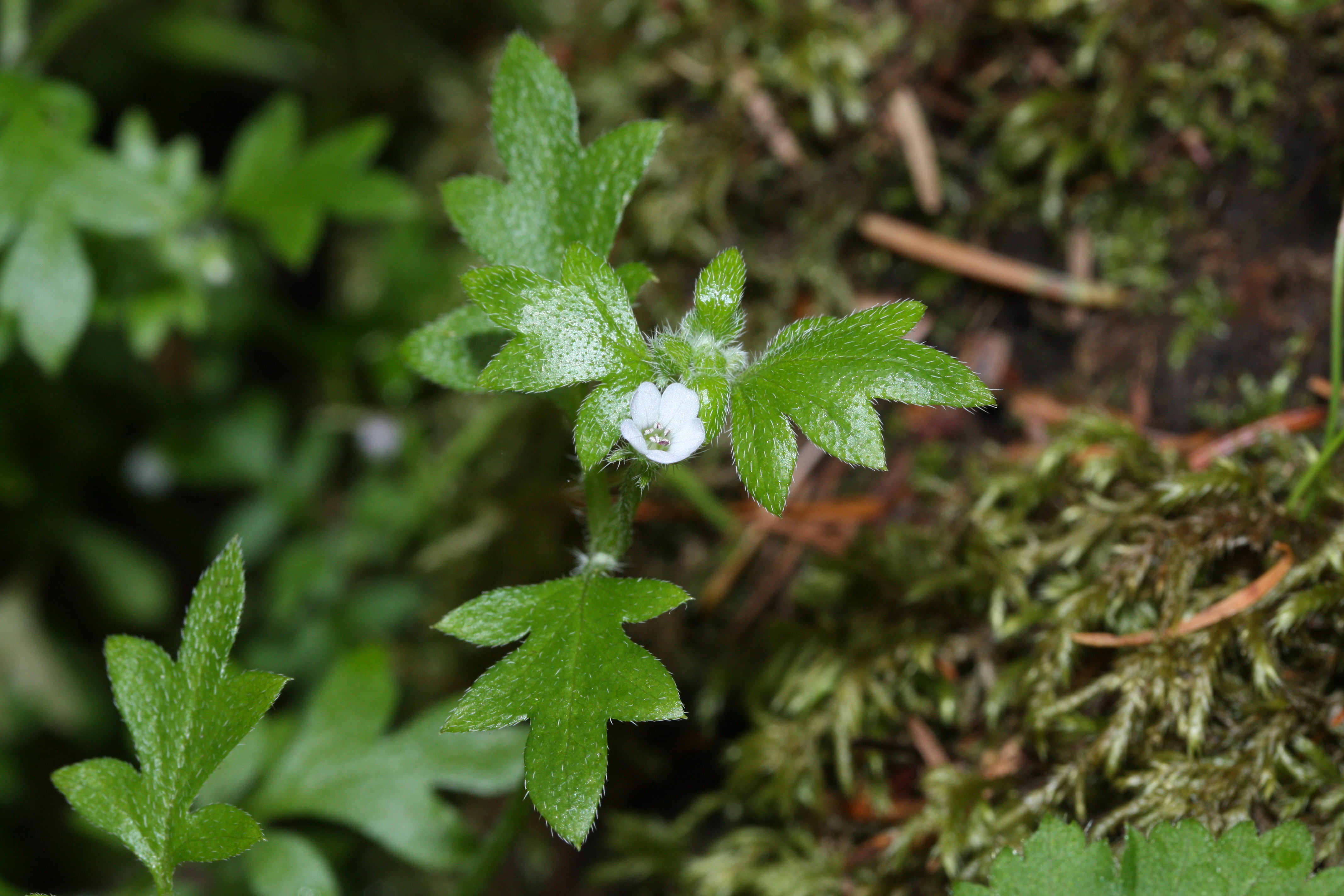
Drobnokvětý druh Nemophila parviflora

## Rozšíření
Rod hajnička zahrnuje 11 až 13 druhů a je rozšířen výhradně v Severní Americe a Mexiku. Centrum rozšíření je v západních oblastech USA, některé druhy zasahují i do západní Kanady a do severozápadního Mexika. Mimo západ kontinentu se vyskytují pouze 2 druhy. Druh Nemophila aphylla roste v jihovýchodních oblastech USA, Nemophila phacelioides na jihu. Hajničky rostou nejčastěji podél cest, na travnatých pláních a v podrostu řídkých lesů.

## Ekologické interakce
Květy hajniček jsou opylovány hmyzem, zejména včelami a čmeláky.
Semena většiny druhů mají masíčko a jsou uzpůsobena šíření mravenci. Tomu napomáhají i stopky plodů, které se po odkvětu prodlužují a tlačí plody k půdnímu povrchu.
Hajničky jsou v Severní Americe živnými rostlinami housenek soumračníkovitého motýla Erynnis funeralis a některých druhů můr (Annaphila depicta, Oligia marina, Stamnodes albiapicata).
Některé druhy hajniček jsou pyrofytní rostliny a ve velkém množství se objevují po přirozených periodických požárech vegetace, jako je například kalifornský chaparral.
Semena hajničky Nemophila insignis reagují na délku dne a také na vlnovou délku dopadajícího světla. Při teplotách okolo 20 °C potlačuje dlouhý den klíčení, zatímco za krátkého dne semena klíčí ochotně. Také bylo zjištěno, že nejvíce je klíčení inhibováno modrým světlem a červeným světlem o vlnové délce okolo 710 nm (far red).

## Taxonomie
Rod Nemophila je v rámci čeledi Boraginaceae řazen do podčeledi Hydrophylloideae. V minulosti byla tato podčeleď vedena na úrovni čeledi (Hydrophyllaceae). Mezi nejblíže příbuzné rody náleží Pholistoma (3 druhy v USA a Mexiku) a Hydrophyllum (10 druhů v Severní Americe).

## Zástupci
- hajnička Menziesova (Nemophila menziesii)
- hajnička skvrnitá (Nemophila maculata)[7]

## Význam

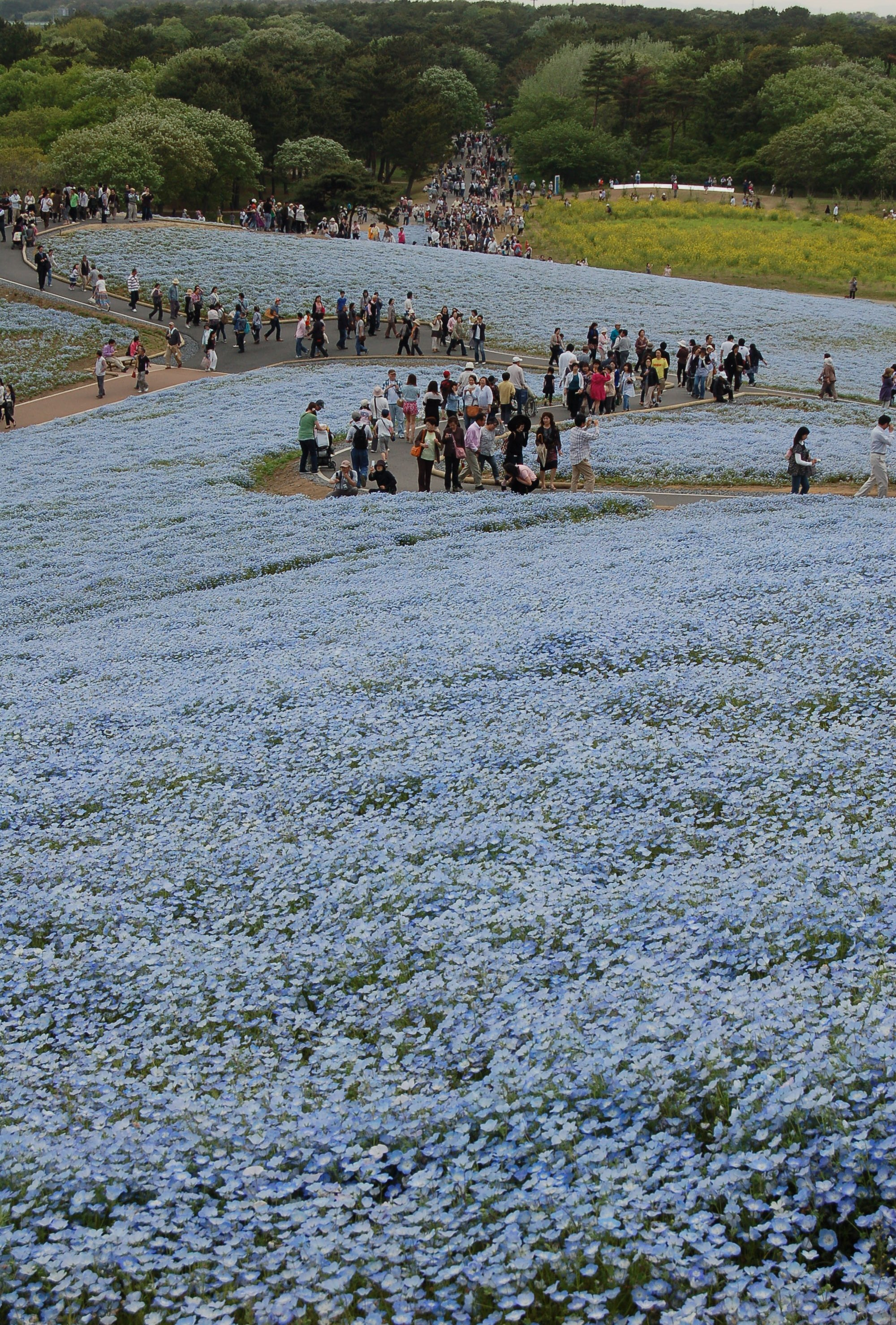
Využití hajničky Menziesovy v parkových úpravách v Japonsku

Velkokvěté druhy (hajnička Menziesova, hajnička skvrnitá) jsou pěstovány jako rychle rostoucí letničky s pohlednými květy. Využívají se i jako skalničky a k tvorbě květinových záhonů. Vyžadují slunné až polostinné stanoviště a výživnou, dobře odvodněnou půdu. Jinak jsou nenáročné. Množí se výsevem semen brzy na jaře nebo již na podzim. Jsou náchylné na napadení mšicemi.
Tyto dva druhy jsou také občas využívány ve veterinární medicíně jako tonikum a stimulans.